# Registros à Meia-Voz
Registros à Meia-Voz é o décimo segundo álbum de estúdio da cantora e compositora brasileira Marina Lima, lançado em 11 de novembro de 1996 pela EMI Music, o último de seu contrato com a gravadora, iniciado em 1991. Como menciona o título, o álbum é um registro gravado enquanto a artista se recuperava de um problema nas cordas vocais, que provocou o cancelamento da turnê planejada para o álbum anterior, Abrigo (1995). O álbum contém composições e produções que foram elaborados para o espetáculo.

## Antecedentes e produção
Em 1995, Marina Lima lança o álbum Abrigo e se preparava para embarcar em turnê pelo país. A artista passou 40 dias ensaiando com sua banda, mas acabou tendo que cancelar a produção por conta de uma crise emocional. Na época, a cantora afirmou que teve um problema nas cordas vocais. A produção planejada para a turnê acabou por ser documentada no disco.

## Faixas
| N.º | Título                                   | Compositor(es)                        | Duração |  |
| 1.  | "À Meia-Voz"                             | Marina Lima, Antônio Cícero           | 3:24    |  |
| 2.  | "Fullgás"                                | Marina Lima, Antônio Cícero           | 3:58    |  |
| 3.  | "Tempestade"                             | Zélia Duncan, Christiaan Oyens        | 5:39    |  |
| 4.  | "Retorno (Ode musical a Paulinho Moska)" | Marina Lima, William Magalhães        | 3:56    |  |
| 5.  | "O Solo da Paixão"                       | Marina Lima, Antônio Cícero           | 4:02    |  |
| 6.  | "Irremediáveis Mortais"                  | Marina Lima, Giovanni Bizzotto        | 2:30    |  |
| 7.  | "Para um Amor no Recife"                 | Paulinho da Viola                     | 5:23    |  |
| 8.  | "Stay (Pennies from Heaven)"             | Christiaan Oyens                      | 3:36    |  |
| 9.  | "Veneno (Veleno)"                        | Alfredo Polacci, Versão: Nelson Motta | 2:19    |  |
| 10. | "Mesmo que Seja Eu"                      | Erasmo Carlos, Roberto Carlos         | 6:24    |  |

## Recepção

### Crítica profissional
| Críticas profissionais                                                      | Críticas profissionais |
| Avaliações da crítica                                                       | Avaliações da crítica  |
| Fonte                                                                       | Avaliação              |
| --------------------------------------------------------------------------- | ---------------------- |
| allmusic                                                                    | [ 6 ]                  |
| Esta tabela precisa de ser acompanhada por texto em prosa. Consulte o guia. |                        |

Pedro Alexandre Sanches, para a Folha de S.Paulo, avalia o disco como "indefinido" pela mistura de instrumentos e gêneros do álbum, onde ele afirma que ele "opta pelo estranhamento: violinos se misturam a sintetizadores, e não parece pop, funk, MPB, dance ou bossa nova, apesar de usar um pouco de cada." O jornalista destaca que este é mais um trabalho em que Marina "rejeita a ideia de associar sua carreira a qualquer fio condutor. [...] Ela continua tão indefinível quanto sempre."

### Desempenho comercial
Em dezembro de 1996, quase 1 mês depois de ser lançado, Registros à Meia-Voz já tinha vendido 70 mil cópias.